# Jabal Bil ‘Ays
Jabal Bil ‘Ays är ett berg i Förenade Arabemiraten. Det ligger i den nordöstra delen av landet, 250 kilometer nordost om huvudstaden Abu Dhabi. Toppen på Jabal Bil ‘Ays är 1 934 meter över havet, eller 1 232 meter över den omgivande terrängen. Bredden vid basen är 17,1 km.
Terrängen runt Jabal Bil ‘Ays är huvudsakligen bergig, men den allra närmaste omgivningen är kuperad.  Trakten runt Jabal Bil ‘Ays är ganska glesbefolkad, med 23 invånare per kvadratkilometer..
Trakten runt Jabal Bil ‘Ays är ofruktbar med lite eller ingen växtlighet.